# Абидос (Анадолија)
Абидос је антички грчки град који је некад постојао и налазио се североисточно од данашњег града Чанакале, Турска, на источној обали Дарданела (Хеласпонта) код рта Нагаре. Ту је била колонија Милећана из VII века пре нове ере. Ту је Ксеркс I са војском прешао преко мореуза, мостом који је направио од бродова, да би напао Грчку, 480. п. н. е. Члан је Делског савеза, а касније и спартанска поморска база. Године 410. п. н. е. Атињани су код Абидоса победили Спартанце. Абидос је познат и по отпору Филипу V Македонском 200. године п. н. е. и по легенди о Хери и Леандру.